# Spline di Kochanek-Bartels
Una Spline di Kochanek-Bartels  o curva di Kochanek-Bartels è una Spline cubica di Hermite in cui sono definiti tre parametri detti tension, bias e continuity che definiscono il cambio di forma delle tangenti.

## Descrizione
Dati n + 1 punti, 
p0, ..., pn,
da interpolare tramite n segmenti di curva cubica di Hermite, per ogni curva abbiamo un punto iniziale pi ed un punto finale pi+1 con tangente iniziale di e tangente finale si+1 definita da:
{\displaystyle \mathbf {d} _{i}={\frac {(1-t)(1+b)(1+c)}{2}}(\mathbf {p} _{i}-\mathbf {p} _{i-1})+{\frac {(1-t)(1-b)(1-c)}{2}}(\mathbf {p} _{i+1}-\mathbf {p} _{i})}
{\displaystyle \mathbf {s} _{i+1}={\frac {(1-t)(1+b)(1-c)}{2}}(\mathbf {p} _{i}-\mathbf {p} _{i-1})+{\frac {(1-t)(1-b)(1+c)}{2}}(\mathbf {p} _{i+1}-\mathbf {p} _{i})}
dove t è il parametro detto tension (tensione), b è il paramentro dello bias, e c è il parametro detto continuity (continuità).
Il parametro tension, t, varia la lunghezza del vettore di tangente. Il parametro bias, b, cambia la direzione del vettore di tangente.
Impostando tutti e tre i parametri a zero si ottiene il caso della Spline di Catmull-Rom.